# Вест-Лорел (Меріленд)
Вест-Лорел (англ. West Laurel) — переписна місцевість (CDP) в США, в окрузі Графство принца Георга штату Меріленд. Населення — 4428 осіб (2020).

## Географія
Вест-Лорел розташований за координатами 39°6′57″ пн. ш. 76°53′35″ зх. д. / 39.11583° пн. ш. 76.89306° зх. д. (39.115764, -76.892961).  За даними Бюро перепису населення США в 2010 році переписна місцевість мала площу 6,16 км², з яких 5,89 км² — суходіл та 0,26 км² — водойми.

## Демографія
Згідно з переписом 2010 року, у переписній місцевості мешкало 4230 осіб у 1461 домогосподарстві у складі 1152 родин. Густота населення становила 687 осіб/км².  Було 1509 помешкань (245/км²).
Расовий склад населення:
| - 70,1 % — білих - 16,5 % — чорних або афроамериканців - 4,9 % — азіатів - 0,2 % — корінних американців - 4,9 % — осіб інших рас |

До двох чи більше рас належало 3,3 %. Частка іспаномовних становила 10,8 % від усіх жителів.
За віковим діапазоном населення розподілялося таким чином: 22,6 % — особи молодші 18 років, 60,1 % — особи у віці 18—64 років, 17,3 % — особи у віці 65 років та старші. Медіана віку мешканця становила 43,7 року. На 100 осіб жіночої статі у переписній місцевості припадало 95,3 чоловіків;  на 100 жінок у віці від 18 років та старших — 93,3 чоловіків також старших 18 років.
Середній дохід на одне домашнє господарство  становив 118 167 доларів США (медіана — 103 125), а середній дохід на одну сім'ю — 123 122 долари (медіана — 119 500). Медіана доходів становила 67 500 доларів для чоловіків та 51 446 доларів для жінок. За межею бідності перебувало 3,0 % осіб, у тому числі 8,3 % дітей у віці до 18 років та 2,6 % осіб у віці 65 років та старших.
Цивільне працевлаштоване населення становило 2391 осіб. Основні галузі зайнятості: науковці, спеціалісти, менеджери — 21,1 %, освіта, охорона здоров'я та соціальна допомога — 20,9 %, роздрібна торгівля — 9,9 %, мистецтво, розваги та відпочинок — 8,7 %.